# Mellékosztály
A mellékosztály a matematika egyik ágának, a csoportelméletnek a fogalma. Ha adott egy csoport, ennek egy eleme valamint egy részcsoportja, akkor a részcsoport adott elem szerinti mellékosztálya azoknak az elemeknek a halmaza, amelyek a részcsoport elemeinek az adott elemmel való szorzatából adódnak.
A közös részcsoporthoz de más-más elemhez tartozó mellékosztályok vagy egyenlők (azaz minden elemük közös) vagy diszjunktak (azaz nincs közös elemük). Számosságuk egyenlő a részcsoport rendjével (azaz a részcsoportba tartozó elemek halmazának számosságával).
Ezekből következik, hogy a csoport elemei egy adott részcsoportra nézve mind pontosan egy-egy mellékosztályba tartoznak. Innen ered az osztály elnevezés.

## Definíció
Legyen {\displaystyle G=(G,*)}, {\displaystyle H} pedig {\displaystyle G} részcsoportja, valamint {\displaystyle g} egy {\displaystyle G}-beli elem:
{\displaystyle H\leq G\qquad g\in G}
Ekkor a {\displaystyle H} részcsoportnak a {\displaystyle g} szerinti jobb oldali mellékosztálya a következő halmaz:
{\displaystyle H*g=\{h*g\,|\,h\in H\}\subseteq G}
bal oldali mellékosztálya pedig:
{\displaystyle g*H=\{g*h\,|\,h\in H\}\subseteq G}
Ha a {\displaystyle *} művelet kommutatív, akkor a két fogalom megegyezik, és elég egyszerűen mellékosztályról beszélni.

## Tulajdonságok

### Diszjunktság
Egy adott részcsoport ugyanolyan oldali, de különböző elem szerinti mellékosztályai vagy diszjunktak, vagy egyenlők:
{\displaystyle H\leq G\qquad f,g\in G}
{\displaystyle H*f\neq H*g\quad \Rightarrow \quad H*f\,\cap \,H*g=\emptyset }
Másképp megfogalmazva: ha van közös elemük, akkor minden elemük közös:
{\displaystyle (\exists x\in H*f:\quad x\in H*g)\quad \Rightarrow \quad (\forall y\in H*f:\quad y\in H*g)}
Bizonyítása az utóbbi megfogalmazást követve (a bizonyítás szimmetrikusan az ellenkező oldali mellékosztályokra is működik):
- Ha a két mellékosztálynak nincs közös eleme, akkor a két halmaz diszjunkt, tehát az állítás igaz.
- Ha van közös elemük, akkor az egyik ilyen közös elemet jelölje x. A mellékosztály definíciója szerint x tehát a következőképp írható:

{\displaystyle x=a*f,\qquad a\in H}, mert x benne van az f szerinti mellékosztályban
{\displaystyle x=b*g,\qquad b\in H}, mert x benne van a g szerinti mellékosztályban
- Ebből következik, hogy

{\displaystyle a*f=b*g\qquad /a^{-1}*()}, mindkét oldalt balról összeműveletezzük a inverzével.
{\displaystyle f=a^{-1}*b*g\qquad (1)\,}
- Legyen  y egy tetszőleges {\displaystyle H*f}-beli elem. Ekkor a definíció szerint y a következőképp írható:

{\displaystyle y=c*f,\qquad c\in H}
ami az (1) egyenlet alapján:
{\displaystyle y=c\,*\,(a^{-1}*b*g)}
mivel a {\displaystyle H} struktúra csoport, a {\displaystyle *} művelet asszociatív:
{\displaystyle y=(c*a^{-1}*b)\,*\,g\qquad (2)}
- Legyen

{\displaystyle d=c*a^{-1}*b\,}
d biztosan eleme {\displaystyle H}-nak, hiszen {\displaystyle a,b,c} elemei {\displaystyle H}-nak, a {\displaystyle H} struktúra pedig csoport, tehát létezik inverz a halmazon belül, valamint a művelet zárt a halmazra. Így a (2) egyenlet:
{\displaystyle y=d*g,\qquad d\in H}
Ez a mellékosztály definíciója szerint azt jelenti, hogy
{\displaystyle y\in H*g}
- Ezzel be lett bizonyítva, hogy ha van közös elem, akkor bármely elem, ami benne van az f szerinti mellékosztályban, az a g szerintiben is benne van. A szimmetria miatt fordítva is igaz: bármely elem, ami benne van a g szerinti mellékosztályban, az az f szerintiben is benne van. Ez azt jelenti, hogy ha a két halmaz nem diszjunkt, akkor egymásnak kölcsönösen részhalmazai, tehát egyenlők. Ezt kellett bizonyítani.

### Azonos számosság
Közös részcsoporthoz tartozó mellékosztályok számossága megegyezik a részcsoport rendjével:
{\displaystyle H\leq G,\quad \forall g\in G:\quad |H*g|=|g*H|=|H|}
Bizonyítása:
- Legyen {\displaystyle g\in G} tetszőleges és

{\displaystyle \varphi :\,H\rightarrow H*g,\quad x\mapsto x*g} egyértelmű hozzárendelés (függvény).
- Legyen {\displaystyle x,y\in H}.

Tegyük fel, hogy
{\displaystyle \varphi (x)=\varphi (y)\,}
Vagyis
{\displaystyle x*g=y*g\qquad /()*g^{-1}}, mivel csoportról van szó, létezik inverz.
{\displaystyle x=y\,}
- Tehát a függvényértékek csak akkor egyenlők, ha a változók is, valamint a képhalmaz egyben értékkészlet is a mellékosztály definíciója alapján. Ebből következik, hogy φ kölcsönösen egyértelmű hozzárendelés, azaz bijekció.
- Mivel {\displaystyle H} és {\displaystyle H*g} között létesíthető kölcsönösen egyértelmű hozzárendelés (a φ), a két halmaz számossága a számosság definíciója szerint egyenlő:

{\displaystyle |H*g|=|H|\,}
- A bizonyítás ugyanígy működik az ellenkező oldali mellékosztályokra is, tehát az állítás bizonyítása kész.

### Lagrange tétele
A mellékosztályok fenti tulajdonságainak felhasználásával Lagrange tétele egyszerűen bizonyítható:
Tétel: Véges csoport minden részcsoportjának rendje osztja a csoport rendjét, azaz:
{\displaystyle \forall H\leq G:\quad |H|\,|\,|G|}
Bizonyítás:
- {\displaystyle H} különböző mellékosztályai diszjunktak és azonos számú, {\displaystyle |H|} darab elemet tartalmaznak.
- Minden {\displaystyle G}-beli {\displaystyle g} elem benne van az egyik mellékosztályban:

például a {\displaystyle H*g}-ben, hiszen {\displaystyle e*g=g}, ahol {\displaystyle e} a {\displaystyle H} csoport egységeleme (ami megegyezik {\displaystyle G} egységelemével).
- A teljes {\displaystyle G} halmaz elemszáma egyenlő a különböző (tehát diszjunkt) mellékosztályok elemszámának összegével, hiszen átfedés nincs köztük de kitöltik a teljes halmazt. Ezeknek a mellékosztályoknak a számát {\displaystyle |G\,:\,H|} jelöli (ennek neve a {\displaystyle H} részcsoport indexe a {\displaystyle G} csoportra), így:

{\displaystyle |G\,:\,H|\cdot |H|=|G|}
Vagyis
{\displaystyle |H|\,\,|\,\,|G|}